# Ele e ela
Chansons représentant le Portugal au Concours Eurovision de la chanson
Sol de inverno
(1965) O vento mudou
(1967)
Ele e ela (« Lui et elle ») est une chanson interprétée par Madalena Iglésias, sortie en 1966. C'est la chanson représentant le Portugal au Concours Eurovision de la chanson 1966.
Elle a également été enregistrée par Madalena Iglésias en espagnol sous le titre Él y ella.

## À l'Eurovision

### Sélection
La chanson est sélectionnée le 15 janvier 1966 lors du Festival da Canção 1966, pour représenter le Portugal au Concours Eurovision de la chanson 1966 le 5 mars à Luxembourg.

### À Luxembourg
La chanson est intégralement interprétée en portugais, langue officielle du Portugal, comme l'impose la règle de 1966 à 1972. L'orchestre est dirigé par Jorge Costa Pinto (pt).
Ele e ela est la huitième chanson interprétée lors de la soirée du concours, suivant Playboy d'Ann Christine pour la Finlande et précédant Merci, Chérie (la chanson lauréate de l'année par la suite) d'Udo Jürgens pour l'Autriche.
À l'issue du vote, elle obtient 6 points, se classant 13e sur 18 chansons,.

## Liste des titres
| A1. | Ele e ela         | Carlos Canelhas |  |
| A2. | Rebeldia          |                 |  |
| B1. | Caminhos perdidos |                 |  |
| B2. | Dançar, Dançar    |                 |  |

## Historique de sortie
| Pays      | Titre     | Date | Format                        | Label       |
| --------- | --------- | ---- | ----------------------------- | ----------- |
| Espagne   | Él y ella | 1966 | 45 tours, super 45 tours (EP) | Belter      |
| France    | Él y ella | 1966 | super 45 tours (EP)           | Belter      |
| Pays-Bas  | Él y ella | 1966 | 45 tours                      | CNR Records |
| Portugal, | Ele e ela | 1966 | super 45 tours (EP)           | Alvorada    |